# Rubus clusii
Rubus clusii är en rosväxtart som beskrevs av Borbás och Heinrich Sabransky. Rubus clusii ingår i släktet rubusar, och familjen rosväxter. Utöver nominatformen finns också underarten R. c. perglandulosus.